# I. e. 204
Évszázadok: i. e. 4. század – i. e. 3. század – i. e. 2. század
Évtizedek: i. e. 250-es évek – i. e. 240-es évek – i. e. 230-as évek – i. e. 220-as évek – i. e. 210-es évek – i. e. 200-as évek – i. e. 190-es évek – i. e. 180-as évek – i. e. 170-es évek – i. e. 160-as évek – i. e. 150-es évek
Évek: i. e. 209 – i. e. 208 – i. e. 207 – i. e. 206 –  i. e. 205 – i. e. 204 – i. e. 203 – i. e. 202 – i. e. 201 – i. e. 200 – i. e. 199

## Események

### Itália és Észak-Afrika
- Rómában Marcus Cornelius Cethegust és Publius Sempronius Tuditanust választják consulnak.
- A második pun háborúban P. Sempronius Crotonnál döntetlen csatát vív Hanniballal.
- Publius Cornelius Scipio átkel Észak-Afrikába és ostrom alá veszi Uticát, azonban a numidák által támogatott karthágói sereg közeledtére visszavonul.

### Hellenisztikus birodalmak
- Meghal IV. Ptolemaiosz egyiptomi fáraó. Halálát udvaroncai, Szoszibiosz főminiszter és Agathoklész (a király szeretőjének testvére) egy darabig eltitkolják, hogy biztosíthassák régensségüket a kiskorú V. Ptolemaiosz mellett. Bizonytalan körülmények között meghal IV. Ptolemaiosz felesége, Arszinoé is. Iustinus szerint férje ölette meg szeretője, Agathoklea felbujtására; Polübiosz viszont úgy véli, hogy Szoszibiosz gyilkoltatta meg, hogy ne zavarja meg régensi terveiben.
- V. Philipposz makedón király és III. Antiokhosz szeleukida uralkodó felismerik Egyiptom gyengeségét és szövetkeznek a Ptolemaioszok kis-ázsiai és égei-tengeri birtokainak megszerzésére.

## Halálozások
- IV. Ptolemaiosz Philopatór, egyiptomi fáraó
- III. Arszinoé, egyiptomi királyné

## Fordítás
- Ez a szócikk részben vagy egészben  a(z)   204 BC című angol Wikipédia-szócikk ezen változatának fordításán alapul.  Az eredeti cikk szerkesztőit annak laptörténete sorolja fel. Ez a jelzés csupán a megfogalmazás eredetét és a szerzői jogokat jelzi, nem szolgál a cikkben szereplő információk forrásmegjelöléseként.